# イントロン
イントロン（intron）または介在配列は、転写はされるが最終的に機能する転写産物からスプライシング反応によって除去される塩基配列。つまり、アミノ酸配列には翻訳されない。スプライシングによって除去されず、最終的にアミノ酸配列に翻訳される部位をエキソンと呼ぶ。

イントロンを含むmRNA前駆体(pre-mRNA)を上に示している。イントロンをスプライシングにより除去したのち、翻訳されるよう成熟したmRNAが生成される。

イントロンは一見無駄に見えるが、選択的スプライシングや、エキソンシャッフリングを可能にし、また、mRNAを核から運び出す過程や、翻訳効率などに関わっていることがわかってきた。

## イントロンの発見
1977年にアデノウイルスのmRNA(messenger RNA)をアデノウイルスのゲノムDNAとハイブリダイズさせ電子顕微鏡で観察したところ、RNAを含まない一本鎖DNAループ (RNA displacemant loops) が形成されることが観察された。これはそのmRNA分子は、いくつかのひと続きでないDNA領域と相補的であることを示す。その後多くの遺伝子が分断されていることが示され、真核生物の遺伝子の多くはこのような構造を持つことが分かった。この遺伝子を分断している配列こそイントロンである。古細菌や真正細菌、ウイルスからもイントロンが見つかっている。

## イントロンの種類
イントロンには様々なタイプがある。グループI〜IIIは可動性であり転移現象を起こす。
タンパク質によって切り出されるイントロン
ヌクレアーゼによって切り出されるタイプ。古細菌と真核生物のtRNA、rRNAに主に見られる。
スプライセオソーム型イントロン
スプライソソームによってスプライスされる (spliceosomal intron) 。真核生物の遺伝子に見られる。
グループIイントロン
自己スプライシング型。制限酵素をコードする領域があり転移現象を起こす。テトラヒメナのrRNAで初めて見つかり、蛋白質因子がなくてもRNAだけでスプライシング反応を触媒できるリボザイムとしてはじめての例となった。真正細菌と、真核生物の葉緑体やミトコンドリアから主に見つけられ、真核生物の核遺伝子では稀（rRNAのみ）。
グループIIイントロン
自己スプライシング型。逆転写酵素をコードする領域があり転移現象を起こす。主スプライセオソーム型イントロンと同様の反応様式をもち、祖先を同一にすると考えられている。真核生物の葉緑体とミトコンドリア、真正細菌で見つけられる。古細菌では稀。
グループIIIイントロン
まだよくわかっていない。ユーグレナ（ミドリムシ）の葉緑体などで発見されている。

## スプライセオソーム型イントロン
例（配列は架空の物。大文字はエクソンを、小文字はイントロンを示す。）
pre-mRNA
```
5' AAAAUGUCAUCAGAUAUCUGGAGguaaguuuuacguauuauucgauucgaaaugcuaucguuucagGCCCGUUACGGGGGCUAUCAG 3'
```

スプライシング後
```
5' AAAAUGUCAUCAGAUAUCUGGAGGCCCGUUACGGGGGCUAUCAG 3'
```

スプライセオソーム型イントロンで最も一般的なタイプは5'端にGT、3'端にAGをもち、これはGT-AG則（GU-AG則）と呼ばれる。
長さは様々で長いものでは数100 kbまで知られ、また平均長は生物種によっても異なる。一方最短は約20 nt程度であり（哺乳類では60 nt程度）、これはイントロンとして機能するためにスプライシング因子との相互作用に立体構造上の制限などがあるためと想像される。